# 유니티 테크놀로지스
유니티 소프트웨어(Unity Software Inc., 유니티 테크놀로지스로 영업 중)는 샌프란시스코에 본사를 둔 미국의 비디오 게임 소프트웨어 개발 회사이다. 2004년 덴마크에서 오버 더 엣지 엔터테인먼트로 설립되었으며, 2007년에 사명을 변경했다. 유니티 테크놀로지스는 비디오 게임 및 기타 응용 프로그램을 만드는 데 사용되는 라이선스 게임 엔진인 유니티의 개발로 가장 잘 알려져 있다.

## 역사

### 설립 및 초기 성공 (2004–2008)
유니티 테크놀로지스는 2004년 코펜하겐에서 데이비드 헬가손(CEO), 니콜라스 프랜시스(CCO), 요아힘 안테(CTO)에 의해 오버 더 엣지 엔터테인먼트로 설립되었다. 오버 더 엣지는 2005년에 첫 번째 게임인 GooBall을 출시했다. 이 게임은 상업적으로 실패했지만, 세 명의 설립자는 게임 개발을 단순화하기 위해 만든 게임 개발 도구에서 가치를 발견했고, 그래서 회사의 초점을 다른 개발자를 위한 엔진을 만드는 것으로 전환했다.
이 회사는 게임 개발을 "민주화"하고 2D 및 3D 상호작용 콘텐츠 개발을 더 쉽게 접근할 수 있도록 노력했다. 유니티는 2006년 애플 디자인 어워드에서 맥 OS X 그래픽 최우수 활용 부문에서 준우승을 차지했다. 회사는 2007년 아이폰 출시와 함께 성장했으며, 유니티 테크놀로지는 플랫폼을 완전히 지원하는 최초의 엔진 중 하나를 생산했다. 아이폰과 앱 스토어가 출시되었을 때 게임 산업이 콘솔 게임에 집중하고 있었기 때문에, 유니티는 모바일 게임을 만들고자 하는 개발자들을 지원하는 데 유리한 위치에 있었다. 아이폰에서의 유니티의 지배력은 몇 년 동안 거의 독보적이었다. 2007년에 오버 더 엣지는 사명을 유니티 테크놀로지스로 변경했다.

### 새로운 플랫폼과 확장 (2009–2019)
이 기술은 다양한 플랫폼을 위해 개발되었다. 2018년까지 유니티는 모바일, 데스크톱, 콘솔, 가상 현실 등 25개 이상의 플랫폼에서 게임 및 기타 경험을 만드는 데 사용되었다. 유니티 게임은 웹에서도 배포할 수 있다.
유니티 자산 스토어는 2010년 11월 유니티 사용자들이 프로젝트 자산(아트워크, 코드 시스템, 오디오 등)을 서로 판매할 수 있는 온라인 마켓플레이스로 출시되었다.
2012년 4월, 유니티는 100만 명의 등록 개발자를 보유하고 있으며, 이 중 30만 명이 매월 유니티를 사용한다고 보고되었다. 같은 해 5월, 게임 개발자 설문조사에서는 모바일 게임 개발자의 약 53%가 유니티를 사용하고 있다고 나타났다. 2016년까지 회사는 550만 명 이상의 등록 사용자를 보고했다. 유니티의 매력 중 하나는 처음부터 게임을 프로그래밍하는 데 필요한 기술적 지식이 부족한 사람들도 게임 및 기타 시뮬레이션을 만들 수 있게 한다는 점이다.
페이스북은 2013년에 유니티 게임 엔진을 사용하는 게임을 위한 소프트웨어 개발 키트를 통합했다. 이 키트에는 광고 캠페인 추적, 사용자가 소셜 미디어 게시물에서 게임 내 특정 부분으로 직접 연결되는 딥 링크, 게임 내 이미지 공유를 허용하는 도구가 포함되었다.
유니티는 2014년 3월 헬싱키 기반의 모바일 서비스 제공업체인 애플리파이어를 인수했다. 애플리파이어의 게임 리플레이 공유 및 커뮤니티 서비스는 처음에는 에브리플레이(Everyplay)라고 불렸으며, 이후 유니티 에브리플레이(Unity Everyplay)로 알려졌다. 이 인수는 애플리파이어의 모바일 비디오 광고 네트워크인 게임애즈(GameAds)가 유니티 애즈(Unity Ads)가 되는 것을 의미했다. 2014년 후반에 두 번의 추가 인수가 이어졌다: 개발자를 위한 데이터 분석 플랫폼인 플레이노믹스(Playnomics, 현재 Unity Analytics)와 지속적 통합 서비스가 유니티 클라우드 빌드(Unity Cloud Build)로 알려진 쓰기(Tsugi)이다.
2014년 10월, 헬가손은 블로그 게시물에서 존 리치텔로, 일렉트로닉 아츠의 전 CEO가 자신을 대신하여 CEO 자리에서 물러날 것이라고 발표했다. 헬가손은 회사에 전무이사로 남았다. 유니티 테크놀로지스는 2014년 말 중국 기업 앤트VR을 지원하며 가상 현실 분야에 잠시 진출했다. 유니티는 지타오 헤드셋용으로 저주받은 전설을 공동 개발했지만, 이 하드웨어는 주류 인기를 얻지 못했다.
소프트웨어 개발사인 나이앤틱은 유니티 엔진을 사용하여 2016년에 포켓몬 GO를 출시했다. 포켓몬 GO의 성공에 이어 유니티 테크놀로지는 여러 차례 자금 조달을 통해 회사 가치를 높였다. 2016년 7월에는 1억 8,100만 달러의 자금 조달로 회사 가치가 약 15억 달러로 평가되었고, 2017년 5월에는 4억 달러를 조달하여 회사 가치가 28억 달러로 평가되었으며, 2018년에는 유니티의 CEO가 1억 4,500만 달러의 자금 조달을 확인하여 회사 가치가 약 30억 달러로 평가되었다. 또한 2016년 페이스북은 유니티와 함께 새로운 PC 게임 플랫폼을 개발했다. 2017년 유니티 테크놀로지스는 소매업체인 게임으로부터 1,900만 파운드에 멀티플레이어 서버 게임 호스팅 사업을 제공하는 멀티플레이를 인수했다.
유니티 테크놀로지스는 2017년에 유니티 2017 버전을 출시했다. 유니티는 2017년 구글과 ARCore에서 협력하여 안드로이드 기기 및 앱을 위한 증강 현실 도구를 개발했다. 다음 해, 유니티 테크놀로지스는 구글 클라우드와 협력하여 온라인 게임 개발자를 위한 서비스를 제공하고, 알파벳의 자회사인 딥마인드와 협력하여 가상 세계 인공지능을 개발했다. 유니티 플랫폼은 강화 학습을 통해 기계를 돕는 데 사용된다. 패스트 컴퍼니에 따르면, 딥마인드는 유니티 소프트웨어를 사용하여 "물리학적으로 현실적인 환경"에서 알고리즘을 훈련하며, 컴퓨터는 시행착오를 통해 목표를 계속 달성하려고 시도한다.
2010년대에 유니티 테크놀로지스 소프트웨어의 사용은 게임을 넘어 영화, 텔레비전, 자동차 산업으로 확장되었다. 자동차 산업에서 자동차 제조업체는 유니티의 가상 현실 플랫폼을 디자인 및 가상 세계 자동차 테스트 시뮬레이션에 사용한다. 2018년 10월, 유니티 테크놀로지스는 캐나다의 가상 영화 촬영 회사인 디지털 모나크 미디어를 인수했다.
유니티 테크놀로지스는 2018년 11월 유니티 아이콘 컬렉티브를 만들었다. 이 팀은 PC 및 콘솔용 유니티 자산 스토어에서 판매할 자산을 만든다. 캐릭터, 환경, 예술, 애니메이션 등의 자산은 고품질 게임에 사용될 수 있으며, 이러한 움직임은 에픽게임즈의 언리얼 엔진과 같은 유니티의 경쟁자들과 경쟁하려는 시도로 여겨졌다.
이 회사는 2019년 1월 매사추세츠주 프레이밍햄에 본사를 둔 크로스 플랫폼 음성 및 텍스트 채팅 제공업체인 비복스를 인수했다. 1억 2,340만 달러에 인수된 이 회사는 유니티 테크놀로지스의 완전 소유 자회사가 되었으며 독립적으로 운영된다. 비복스의 기술은 포트나이트, 플레이어언노운스 배틀그라운드, 리그 오브 레전드 등에서 사용된다. 거래 조건은 공개되지 않았다. 2019년 5월, 이 회사는 1억 5천만 달러의 시리즈 E 자금 조달 라운드를 확인했으며, 이는 회사 가치를 60억 달러로 증가시켰다. 같은 해 7월, 이 회사는 D1 캐피털 파트너스, 캐나다 연금 계획 투자 위원회, 라이트 스트리트 캐피털, 세쿼이아 캐피털 및 실버 레이크 파트너스와 함께 유니티의 보통주 주주들이 회사 주식을 매각할 수 있도록 5억 2,500만 달러의 공개 매입을 지원할 것이라고 발표했다. 유니티 테크놀로지스는 2019년 9월 게임 분석 회사인 델타DNA를 추가로 인수했으며, 이후 5,310만 달러의 가치로 보고되었다. 이 회사는 2019년 10월 라이브 게임 관리 플랫폼 칠리커넥트(ChilliConnect)를 인수하고, 2019년 11월 3D 애플리케이션 스트리밍 서비스 푸리오스(Furioos) 개발사인 옵비우스(Obvioos)를 인수하면서 인수를 계속했다. 같은 해 유니티는 ArtEngine이라는 AI 기반 재료 생성 도구를 개발하는 회사인 아토매틱스를 4,880만 달러에 인수했다. 5억 4,180만 달러의 매출 성장에도 불구하고, 유니티는 1억 6,320만 달러의 손실도 기록했다.
회사의 기업공개 서류는 2019년에 1억 6,230만 달러 이상의 손실을 보고했으며, 2004년 창립 이래 꾸준히 적자를 기록했음을 보여주었다. 손실에도 불구하고 회사는 매출과 직원 수 측면에서 꾸준히 성장했다.

### 상장 및 추가 인수 (2020년–현재)
2020년 6월, 유니티는 애플 실리콘이 장착된 Mac에서 2020.2 릴리스와 함께 유니티 엔진이 실행되도록 업데이트하기 위해 애플과 제휴했다고 발표했으며, 이를 통해 게임 개발자들이 새로운 하드웨어 플랫폼을 지원하도록 게임을 업데이트할 수 있게 되었다. 유니티 에디터의 애플 실리콘 포팅 버전은 WWDC 2020 플랫폼 현황 이벤트에서 시연되었다. 같은 해 8월 17일, 유니티는 분산 버전 관리 시스템인 플라스틱 SCM을 만드는 코디스 소프트웨어(Codice Software)를 인수했다고 밝혔다. 같은 해 유니티는 4,680만 달러에 핑거 푸드 어드밴스드 테크놀로지 그룹을 인수했다.
유니티는 2020년 8월 IPO 계획을 발표했다. 당시 이 회사는 월간 사용자 150만 명, 매일 15만 개의 새로운 프로젝트가 시작된다고 보고했다. 이 회사는 2020년 9월 17일에 총 $1.3억으로 목표 가격을 상회하며 IPO를 완료했으며, 다음 날부터 뉴욕 증권거래소에서 단일 문자 티커 U로 공개 회사로 거래되기 시작했다. IPO는 유니티에게 약 $13.7억의 추정 가치를 부여했다.
2020년 12월, 유니티는 멀티플레이어 네트워킹 프레임워크인 MLAPI, 및 컴퓨터 비전 및 딥 러닝 회사인 RestAR의 인수를 발표했다. 2021년 6월, 3D 데이터 최적화 기술 개발사인 Pixyz Software를 인수했다. 이 회사는 2021년 8월 파섹, 데스크톱 스트리밍 소프트웨어를 $3억 2천만에 인수할 계획을 발표했다.
2021년 11월, 유니티는 현금 및 주식 거래로 웨타 디지털을 16억 3천만 달러에 인수했다. 유니티는 "웰링턴 기반 회사의 275명의 엔지니어를 인력에 추가했다". 후자의 시각 효과 및 애니메이션 팀은 "독립적인 법인으로 계속 존재"하며 유니티의 "미디어 및 엔터테인먼트 분야에서 가장 큰 고객"이 될 것이다. 웨타FX는 피터 잭슨이 대다수 지분을 계속 소유하고 있다. 2021년 11월은 유니티의 주가가 최고점을 찍었던 시기로, 당시 과대평가되었을 가능성이 있으며, 이후 몇 년간 하락세를 보였다.
2022년 1월, 유니티는 밴쿠버에 본사를 둔 VFX 회사인 Ziva Dynamics 인수를 발표했다. 2022년 3월, 이들은 인섬니악과 제휴하여 상호작용적인 온라인 콘서트 및 이벤트를 만들 것이라고 발표했다. 2022년 6월, 유니티는 직원 4%인 200명 이상을 해고했다. 2022년 7월, 유니티는 44억 달러 규모의 전액 주식 거래로 아이언소스를 인수하는 데 동의했다. 거래 완료 시 유니티 주주들은 통합 회사의 약 73.5%를 소유하게 되며, 기존 아이언소스 주주들은 약 26.5%를 유지하게 된다. 유니티는 또한 거래가 완료되면 세쿼이아 캐피털과 실버 레이크로부터 10억 달러의 투자를 받게 된다.
2022년 8월, 애플로빈은 유니티를 175억 4천만 달러에 전액 주식 거래로 인수하겠다는 비공식 제안을 했다. 제안된 합병으로 인해 전 유니티 CEO인 존 리치텔로가 통합 회사의 CEO가 될 것이다. 애플로빈의 제안에는 유니티가 7월에 인수하기로 합의한 아이언소스는 포함되지 않았다. 같은 달 말, 유니티 이사회는 이 제안을 거부하고 아이언소스 인수를 완료하기로 결정했다. 아이언소스 합병은 2022년 11월에 완료되었다.
2023년 1월, 284명의 직원이 해고되었다. 5월에 유니티는 전 세계 인력의 약 8%에 해당하는 600개의 일자리를 해고할 것이라고 발표했다. 2023년 9월, 유니티는 새로운 Unity Runtime Fees를 도입하여 가격 모델을 변경한다고 발표했다. 이 요금은 개발자의 유니티 플랜에 따라 특정 임계값을 초과하는 설치 수에 따라 부과된다. 이러한 변경 사항은 개발자 커뮤니티로부터 부정적인 반응을 불러일으켰다. 많은 개발자들이 새로운 가격 구조로 인한 재정적 부담 증가, 부정확한 설치 수 추정 또는 악의적인 행위로 인한 잠재적 손해, 그리고 소급 적용되는 요금 임계값에 대한 불만과 우려를 표명했다. 미국 전역의 사무실은 표적 살해 협박으로 인해 일시적으로 폐쇄되었고 당국에 연락이 취해졌다. 유니티는 2023년 9월 22일 부정적인 피드백에 대한 응답으로 수정된 약관을 발표했다. 이러한 변경 사항에는 유니티 퍼스널에 대한 수수료가 없으며, 이는 10만 달러 대신 최대 20만 달러까지 자금이 지원되는 프로젝트에 사용될 수 있다. 수수료는 소급 적용 없이 유니티 2024부터 개발된 게임에만 적용되며, 월별 수익의 2.5% 또는 월별 참여도에 따라 계산된 금액 중 적은 금액을 기준으로 한다. 부분적인 철회에도 불구하고, 와이어드에 따르면 회사의 명성은 회복 불가능하게 손상될 수 있으며, 일부 개발자들은 앞으로 신뢰 부족으로 인해 회사의 서비스나 제품을 다시 사용하지 않을 것이라고 밝혔다.
2023년 10월 9일, 유니티는 논란 속에 리치텔로가 회사를 떠날 것이며, 제임스 M. 화이트허스트를 임시 CEO 겸 사장으로 임명한다고 발표했다. 2024년 1월에 또 다른 정리 해고가 발표되었다. 유니티는 "회사 재설정"의 일환으로 직원 1,800명(전체 인력의 25%)을 감축했다. 2024년 5월, 회사는 매튜 브롬버그가 영구 CEO로 임명되었으며, 짐 화이트허스트는 이사회 의장직을 맡고 로엘프 보타는 이사회 수석 독립 이사 직무를 다시 시작한다고 발표했다. 2024년 5월까지 유니티의 주가는 60% 이상 하락했으며, 이는 런타임 수수료 정책을 포함한 해당 기간 동안의 사업 결정 때문으로 풀이된다. 2021년 11월 570억 달러에 달했던 최고 가치에서 2024년 9월에는 60억 달러로 하락했으며, 시장 분석가들은 추가적인 매출 감소를 예상하고 있다.

## 기업 업무
유니티 테크놀로지스는 캘리포니아주 샌프란시스코에 본사를 둔 공개 회사이며, 2020년 9월에 IPO를 진행했다. 틀:기준 연도, 이 회사는 북미, 유럽, 아시아 전역의 사무실에 2,000명 이상의 직원을 고용했다. 2023년 10월까지는 존 리치텔로가 이끌었는데, 그는 2014년에 공동 창립자 데이비드 헬가손의 뒤를 이어 최고경영자 (CEO)가 되었다. 대니 랭은 2016년 말부터 2023년까지 인공지능 및 머신러닝 부문 부사장을 역임했으며, 이후 구글로 옮겼다. 유니티 테크놀로지스는 2017년에 최초의 독립 이사를 임명했다. 리치텔로는 회사가 미래에 상장할 계획이라면 이러한 움직임이 필요하다고 말했다. 테크크런치에 따르면, 유니티 테크놀로지스는 2018년까지 6억 달러 이상의 자금을 조달했으며, 약 30억 달러의 가치를 평가받았다. 투자자로는 세쿼이아 캐피털, 드레이퍼 피셔 저벳슨, 실버 레이크, 중국 투자 공사, FreeS Fund, 스라이브 캐피털, 웨스트서밋 캐피털, 맥스 레브친 등이 있다. 수익원은 게임 엔진 라이선스 비용, 유니티 자산 스토어, 유니티 플랫폼 등이다.
유니티의 사업은 Operate Solutions(Unity Ads, Unity In-App Purchases 및 기타 도구로 구성되며 2015년에 신설됨), Create Solutions(Unity Engine 구독 및 기타 전문 서비스로 구성됨) 및 Strategic Partnerships로 나뉜다. 2019년에 보고된 수익 중 Operate Solutions가 54%, Create Solutions가 31%를 차지했으며, 나머지 수익원은 15%를 차지했다.
2017년, 유니티 테크놀로지스는 중동 지역의 비디오 게임 프로그래머 50명을 암스테르담에서 열린 유니티의 유나이트 유럽 컨퍼런스에 초청하는 유니티 위드아웃 보더스(Unity Without Borders) 프로그램을 시작했다. 유니티 위드아웃 보더스는 도널드 트럼프 행정부의 여행 제한으로 영향을 받은 비디오 게임 프로그래머들을 후원했다. 유니티는 또한 유니티의 실시간 3D 기술을 사용하여 게임과 경험을 만드는 창작자들에게 수여되는 유니티 포 휴머니티 어워즈를 통해 연간 보조금을 지급한다.
유니티는 2020년에 탄소 중립을 달성했다고 발표했으며, 동시에 과학 기반 목표 이니셔티브에 서명했다.
2021년 1월, 유니티는 전 리버풀 FC CEO인 피터 무어를 스포츠 및 라이브 엔터테인먼트 부문 수석 부사장 겸 총괄 관리자로 고용했다.

## 유니티 엔진
유니티의 동명 플랫폼은 2차원, 3차원, 가상 현실, 증강 현실 비디오 게임 및 기타 시뮬레이션을 만드는 데 사용된다. 이 엔진은 원래 2005년에 비디오 게임을 만들기 위해 출시되었으며, 이후 영화 및 자동차 제조를 포함한 다른 산업에도 마케팅되었다. 2022년 9월, 유니티는 유니티 소프트웨어의 도구 모음에 서버 호스팅 및 게임 매치메이킹 서비스를 추가했으며, 2023년 3월에는 캐릭터, 환경, 애니메이션, 음향 효과 등을 포함한 AI 생성 자산 마켓플레이스를 발표했다.
2020년 기준, 유니티로 만든 애플리케이션은 월간 20억 명의 활성 사용자에 의해 사용되었으며, 월간 150만 명의 창작자가 있었다. 25개 이상의 플랫폼을 지원하며, 시장에 있는 모바일 게임의 약 절반과 증강 현실 및 가상 현실 콘텐츠의 60%를 만드는 데 사용되었다. 마이크로소프트 홀로렌즈와 같은 신흥 증강 현실 플랫폼에서는 약 90%, 삼성 기어 VR 콘텐츠에서는 90%를 차지한다. 포춘에 따르면, 유니티는 "가상 현실 사업을 지배한다".

## 같이 보기
- 게임 엔진 목록